# Danin, Hama
Danin, Hama (tiếng Ả Rập: دنين) là một ngôi làng Syria nằm ở phó huyện Salamiyah thuộc huyện Salamiyah, Hama. Theo Cục Thống kê Trung ương Syria (CBS), Danin, Hama có dân số 666 trong cuộc điều tra dân số năm 2004.